# Phaonia zhangyeensis
Phaonia zhangyeensis är en tvåvingeart som beskrevs av Ma och Wu 1992. Phaonia zhangyeensis ingår i släktet Phaonia och familjen husflugor.
Artens utbredningsområde är Gansu (Kina). Inga underarter finns listade i Catalogue of Life.